# Distretto di Nansha
Il distretto di Nansha (南沙区S, Nánshā QūP) è un distretto della Cina, situato nella provincia del Guangdong e amministrato dalla città di Canton.